# Битва при Нохедзи
Битва при Нохедзи (野辺地戦争, Noheji sensō) — второстепенное сражение в ходе Войны Босин во времена Реставрации Мэйдзи в Японии 7 ноября 1868 года. Она считается частью более крупной кампании Айдзу.

## Исторический фон
20 сентября 1868 года в Мориоке, столице клана Намбу, правящего доменом Мориока, был провозглашен поддерживающий сёгунат Токугава Северный союз. Территория Намбу простиралась вдоль северо-восточной половины провинции Муцу, вплоть до полуострова Симокита на севере, а Намбу контролировал вспомогательные владения в Хатинохе. На северо-западе провинции Муцу доминировали наследственные соперники клана Намбу, клан Цугару из домена Хиросаки с дочерним доменом в Куроиси.
Клан Цугару сначала встал на сторону проимперских сил Союза Саттё и атаковали близлежащие княжество Сёнай. Тем не менее, Цугару вскоре сменил курс и ненадолго стал членом Северного союза княжеств. Однако, по пока неясным причинам, Цугару вышли из союза и через несколько месяцев снова присоединились к имперскому делу.
Деревня Нохедзи на территории нынешней префектуры Аомори была важным портом для клана Намбу в заливе Муцу. В Нохедзи находился гарнизон примерно из 400 человек из княжества Хатинохе после того, как Цугару перешли обратно на имперскую сторону. 10 сентября порт был обстрелян военным кораблем княжества Кубота Шуньо-мару под командованием Накамута Кураносукэ из княжества Сага, но деревня не пострадала и о жертвах не сообщалось.

## Битва
В предрассветные часы 23 сентября отряд из 180 человек из княжеств Хиросаки и Куроиси, разделенный на три роты, сошлись в Нохедзи, захватив отдаленную деревню Макадо, которую они обстреляли, разрушив 64 дома и один буддийский храм. Гарнизон Намбу в Нохедзи ответил на огонь и подвергся нападению, когда они приблизились к горящей деревне. Силы Намбу попытались окружить атакующих Цугару, чтобы отрезать им путь к отступлению, но безуспешно. В последовавшей рукопашной схватке силам Цугару удалось проникнуть в деревню почти в пределах видимости штаб-квартиры гарнизона Намбу, прежде чем смерть их лидера Кодзимы Нагаёси спровоцировала отступление.
Счета о количестве потерь в битве сильно разнятся. Судя по количеству могил на кладбище в Нохедзи, не менее 27 мужчин с обеих сторон погибли и были похоронены в городе. Согласно официальным записям домена Хиросаки, клан Цугару потерял 29 человек, и аналогичные записи клана Намбу указывают на потери 45 человек на стороне Намбу.

## Последствия
В результате этой небольшой стычки княжество Цугару смогло доказать свое отступничество от Северного союза и верность имперскому делу. Силы Цугару позже присоединились к имперской армии в нападении на Республику Эдзо в Хакодате. В результате весь клан смог избежать наказания, примененного правительством к северным владениям после установления правительства Мэйдзи. 6 ноября 1869 года княжество Хиросаки отправило двух эмиссаров в Нохедзи для встречи с лидерами деревушки Макадо. Эмиссары утверждали, что клан Цугару был вынужден напасть на Нохедзи под давлением княжества Сага, и предложили рис и древесину для восстановления деревни.